# Percnobracon secundus
Percnobracon secundus är en stekelart som beskrevs av Muesebeck 1958. Percnobracon secundus ingår i släktet Percnobracon och familjen bracksteklar. Inga underarter finns listade i Catalogue of Life.